# Phrurolithus kastoni
Phrurolithus kastoni là một loài nhện trong họ Phrurolithidae.
Loài này thuộc chi Phrurolithus. Phrurolithus kastoni được Ehrenfried Schenkel-Haas miêu tả năm 1950.